# Střešní zahrada RISC
Střešní zahrada RISC je známá střešní zahrada na střeše Reading International Solidarity Centre v Reading, Berkshire, ve Velké Británii. Zahrada byla založena v roce 2001, jako vzdělávací nástroj. Je zde pěstováno více než 140 druhů rostlin. Lavičky jsou vyrobeny z místních surovin. Dešťová voda je získávána ze střechy. Čerpadla jsou napájena solární a větrnou energií.  Je příkladem městského permakulturního projektu v němž je uvažováno, že zelenina bude pěstována přímo ve městech.